# Schlehdorf
Schlehdorf ist eine Gemeinde im oberbayerischen Landkreis Bad Tölz-Wolfratshausen. Die Gemeinde liegt am Kochelsee und hat einen Anteil von 1,67 km² oder 28,3 Prozent an der Seefläche im Westen des Sees. Die Gemeinde beherbergt ein Kloster der Missions-Dominikanerinnen, das Kloster Schlehdorf. Die Gemeinde ist Mitglied der Verwaltungsgemeinschaft Kochel am See. Erstmals erwähnt wurde der Ort als „villa Slehdorf“ im Jahr 763.

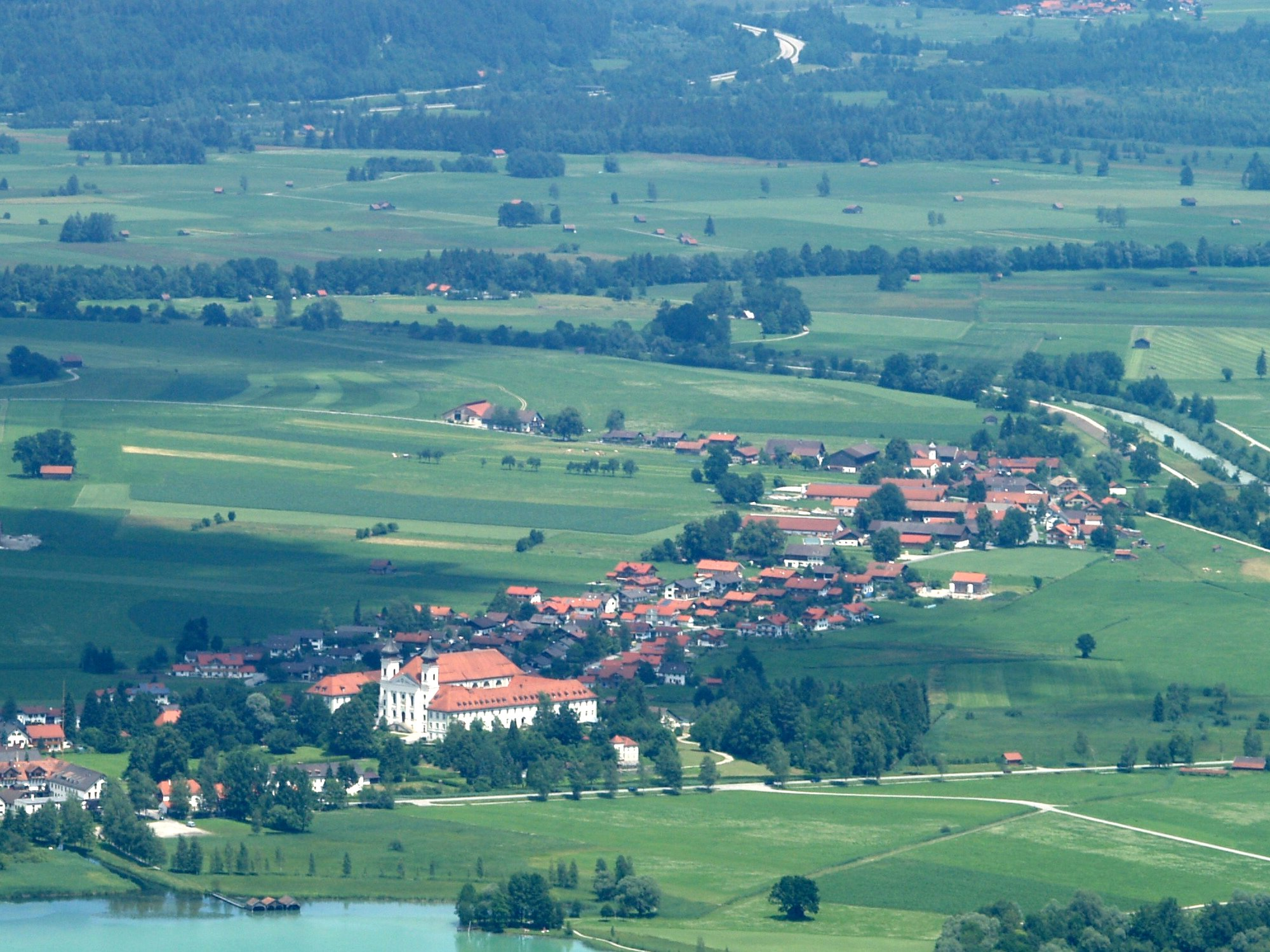
Blick auf Schlehdorf

## Gemeindegliederung
Es gibt vier Gemeindeteile (in Klammern ist der Siedlungstyp angegeben):
- Kreut (Einöde)
- Raut (Dorf)
- Schlehdorf (Pfarrdorf)
- Unterau (Kirchdorf)

## Geschichte
Der Name kommt von (althochdeutsch) sleha Schlehdorn (Prunus spinosa) = ein Platz, an dem Schlehen wuchsen.
Die erste urkundliche Erwähnung in einer Gründungsurkunde des Klosters Schlehdorf-Scharnitz stammt vom 29. Juni 763. Dieses Kloster stand am Eichelspitz am Kochelseeufer und wurde im Jahr 907 durch die Awaren zerstört. Ein zweites Kloster wurde am südlichen Ortsrand von Schlehdorf errichtet und brannte 1784 fast vollständig ab. Ein dritter Klosterbau auf dem sogenannten Kirchbichl ist heute noch vorhanden und seit 1904 im Besitz der Missions-Dominikanerinnen von King William’s Town (Südafrika).
Der Ort Schlehdorf gehörte von 1597 bis zur Säkularisation zu einer geschlossenen Hofmark, deren Sitz das Kloster Schlehdorf war. 1818 wurde Schlehdorf im Zuge der Verwaltungsreformen in Bayern die politische Gemeinde Schlehdorf, die zum Landgericht Weilheim gehörte.
In den Jahren 1971 und 1973 fanden bei Schlehdorf die deutschen Rennrodelmeisterschaften – letztmals auf saisonal errichteten Bahnen – statt.

## Einwohnerentwicklung
Zwischen 1988 und 2018 wuchs die Gemeinde von 920 auf 1226 um 306 Einwohner bzw. um 33,3 %.

## Politik

### Gemeinderat
Nach der Gemeinderatswahl am 15. März 2020 hat der Gemeinderat 12 Mitglieder. Die Wahl brachte folgendes Ergebnis:
Weiteres Mitglied und Vorsitzender des Gemeinderates ist der Erste Bürgermeister.
| Gemeinderatswahl Schlehdorf 2020Wahlbeteiligung: 67,0 % 6050403020100 53,1 %46,9 % WGLaFWGewinne/Verlusteim Vergleich zu 2014 %p 6 4 2 0 −2 −4 −6−5,3 %p+5,3 %pWGLFWAnmerkungen:a Wählergruppe Loisach | Sitzverteilung im Gemeinderat Schlehdorf seit 2020Insgesamt 12 Sitze - WGL: 6 - FW: 6 |

### Bürgermeister
Bürgermeister ist Stefan Jocher.

### Wappen und Flagge
| | Blasonierung: „In Silber eine eingeschweifte blaue Spitze, darin eine silberne Schlehenblüte, vorne ein blaues Beil, hinten ein durchgehendes rotes Kreuz.“ |
| Wappenbegründung: Das blaue Beil und das rote Kreuz jeweils auf silbernem Grund sind dem Wappen des ehemaligen Augustiner-Chorherrnstifts Schlehdorf entnommen. Die weiße Schlehdornblüte auf blauem Grund im Fuß des Wappens ist redendes Symbol des Ortschaftsnamens. | |

Die gleichzeitig genehmigte rot-weiß-blaue Gemeindeflagge wird nicht verwendet.

## Kultur und Sehenswürdigkeiten
Die Seestraße in Schlehdorf mit ihren 12 aneinander gereihten und annähernd gleichen Bauernhäusern steht als Ensemble unter Denkmalschutz. Ihre einzigartige Bauweise ist auf die fast vollständige Zerstörung des Ortes durch eine verheerende Brandkatastrophe im Jahr 1846 zurückzuführen. Die Neuerrichtung des Dorfes erfolgte auf Anordnung der Regierung in München, in der Baulinien, Straßenführung und Kanäle exakt vorgeschrieben wurden. Im März 1847 erfolgte die Absteckung der Bauplätze. Gerade, rechtwinkelig aufeinander zustoßende Straßenzüge, Scheunen, Ställe und Wohnhäuser von gleicher Bauart, ohne Erker, Balkon und vorspringendes Dach, dazu gleich große Gärten verliehen dem Dorf ein völlig verändertes und heute einzigartiges Aussehen.

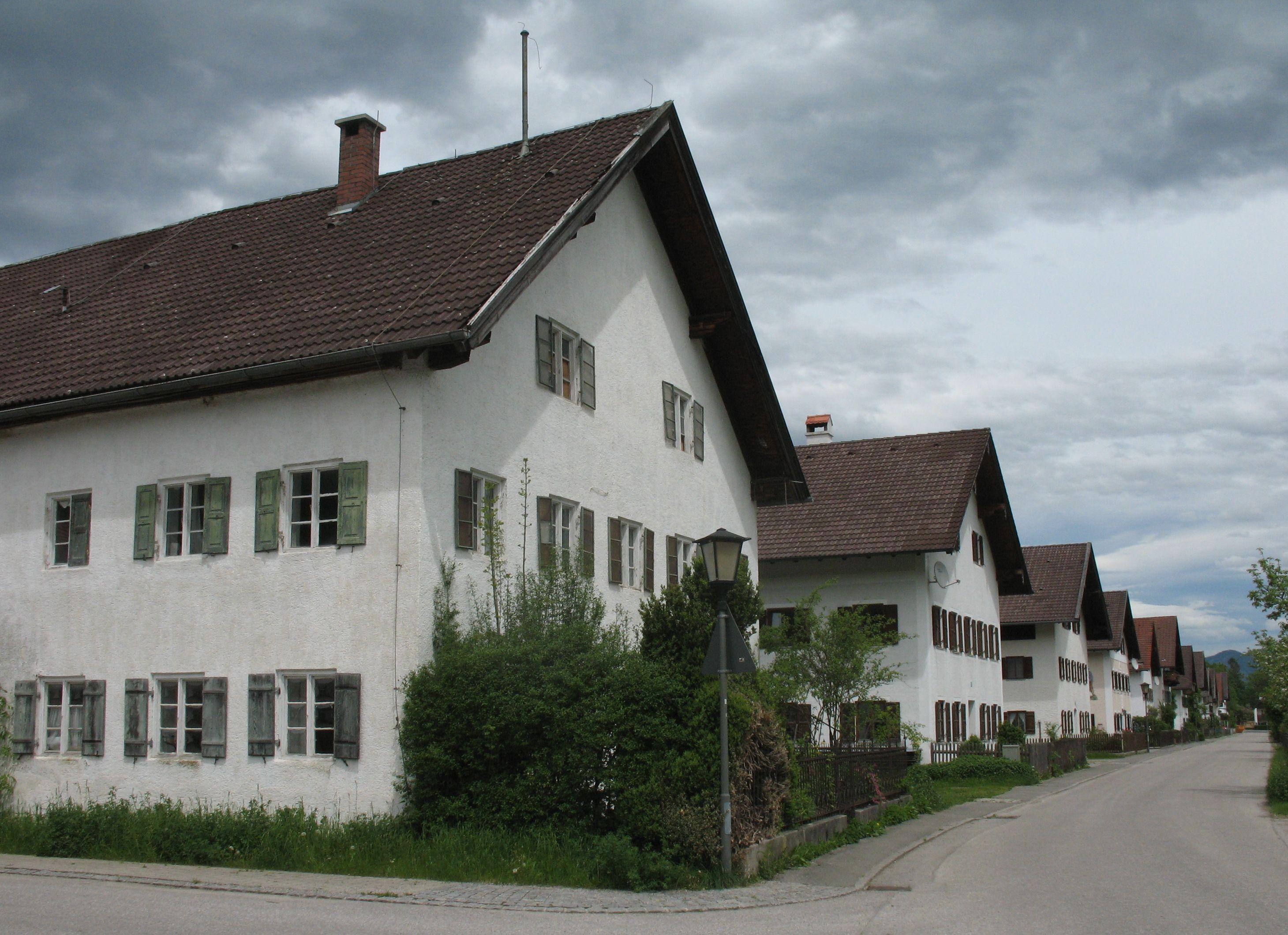
Seestraße
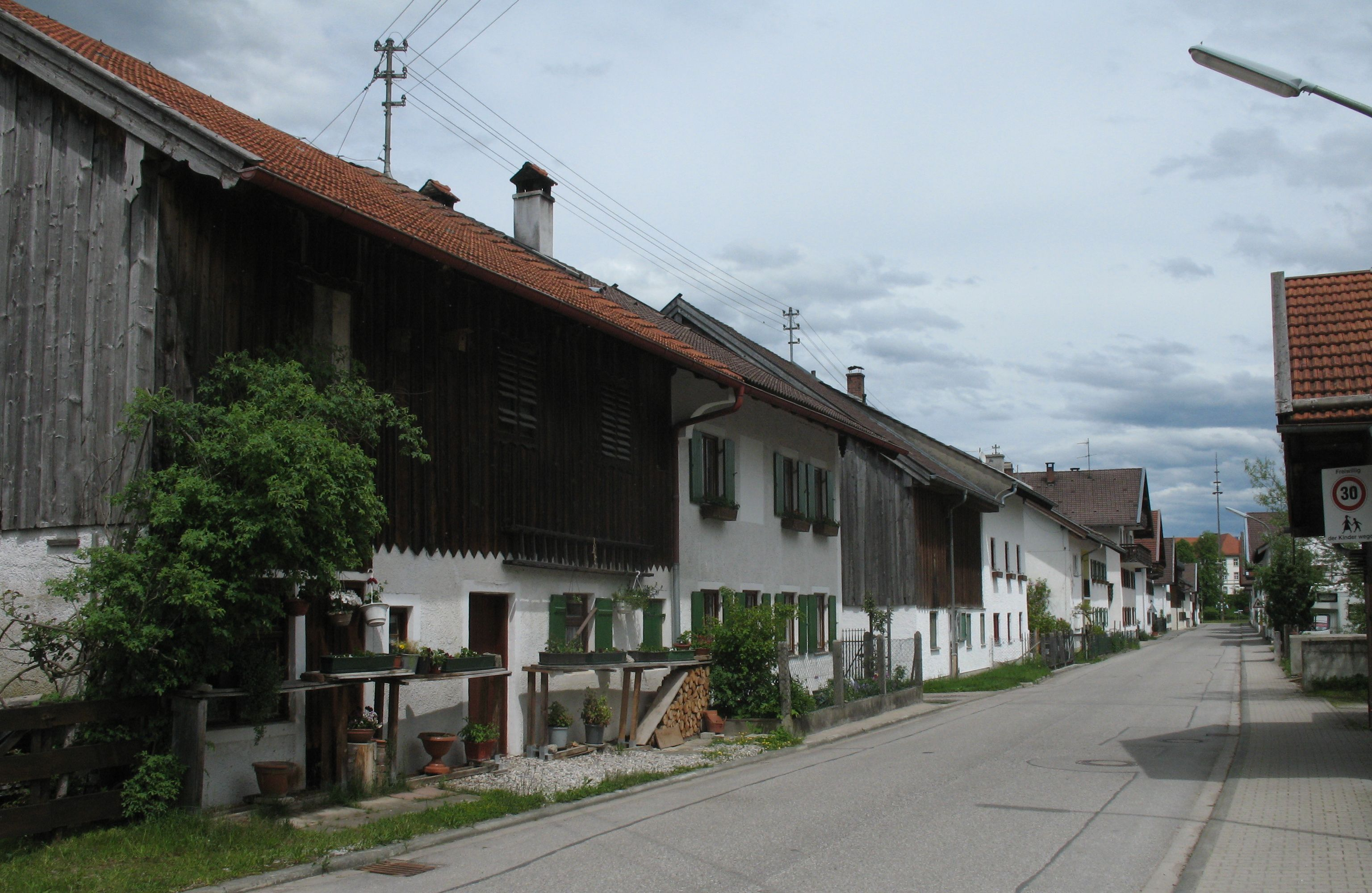
Mittelstraße
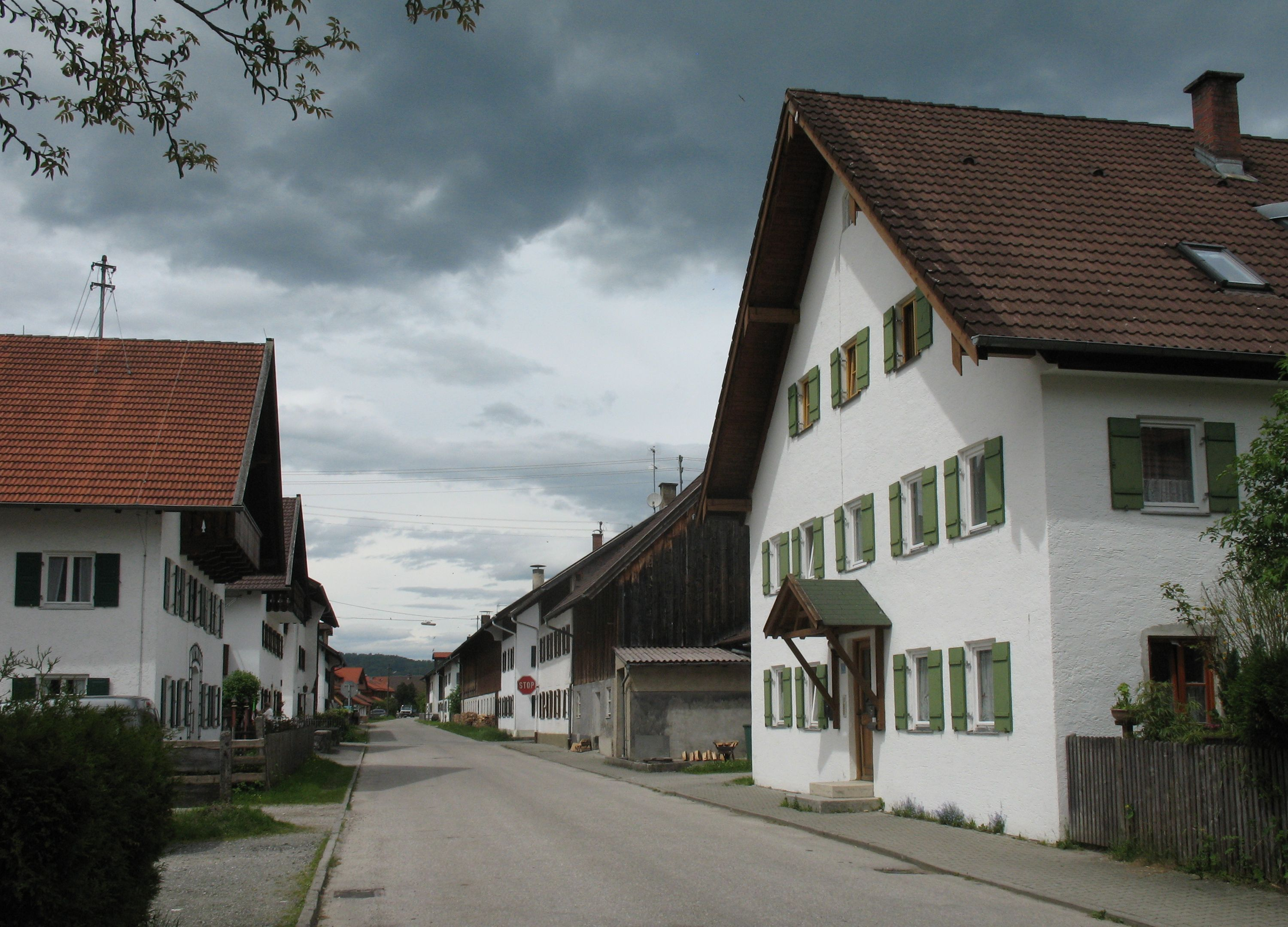
Karpfseestraße
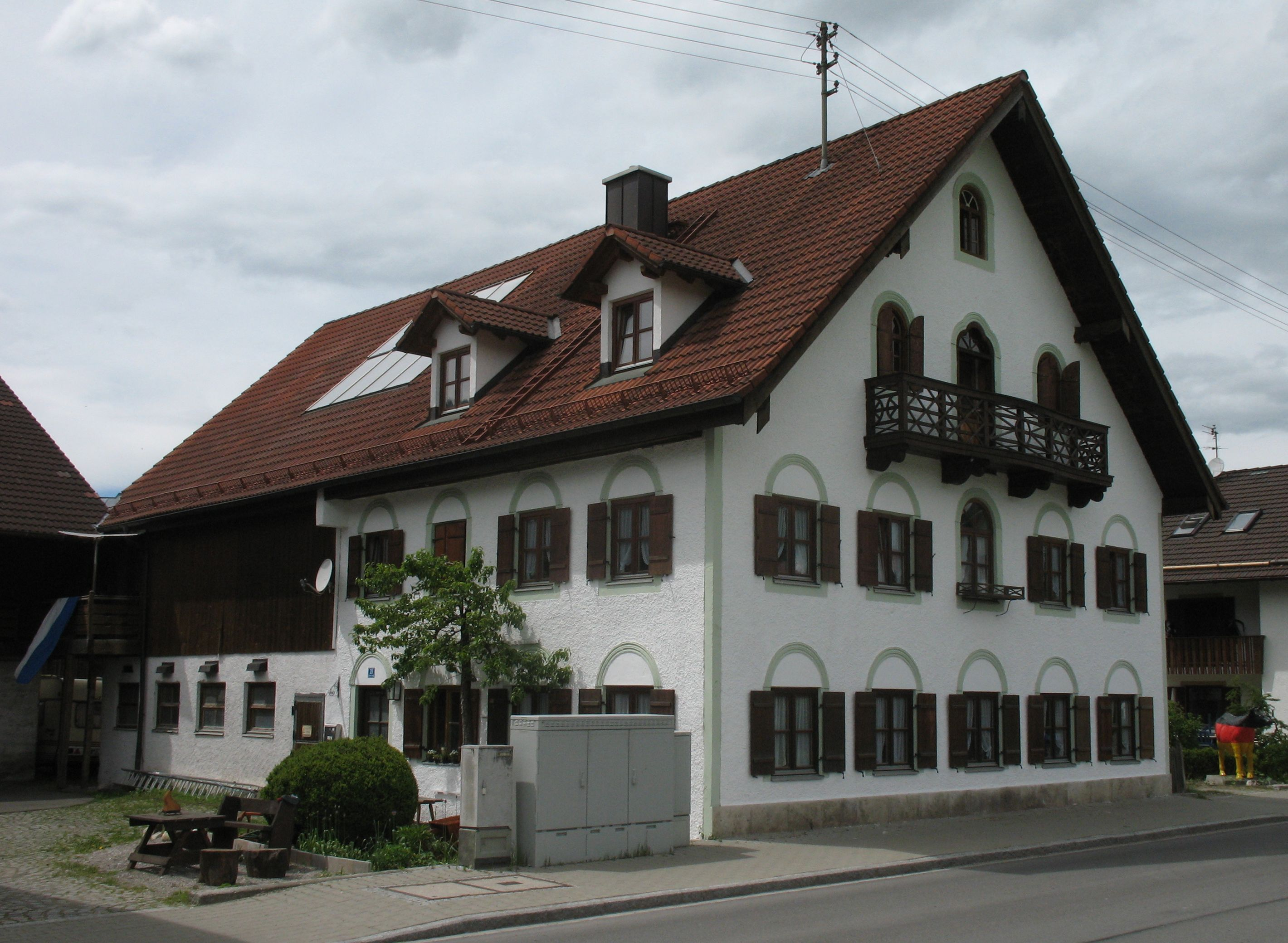
Kocheler Straße

Die ehemalige Klosterkirche und heutige Pfarrkirche St. Tertulin verfügt über die einzige noch erhaltene Orgel des Orgelbauers Franz Thoma aus Aitrang; sie wurde 1783 erbaut.

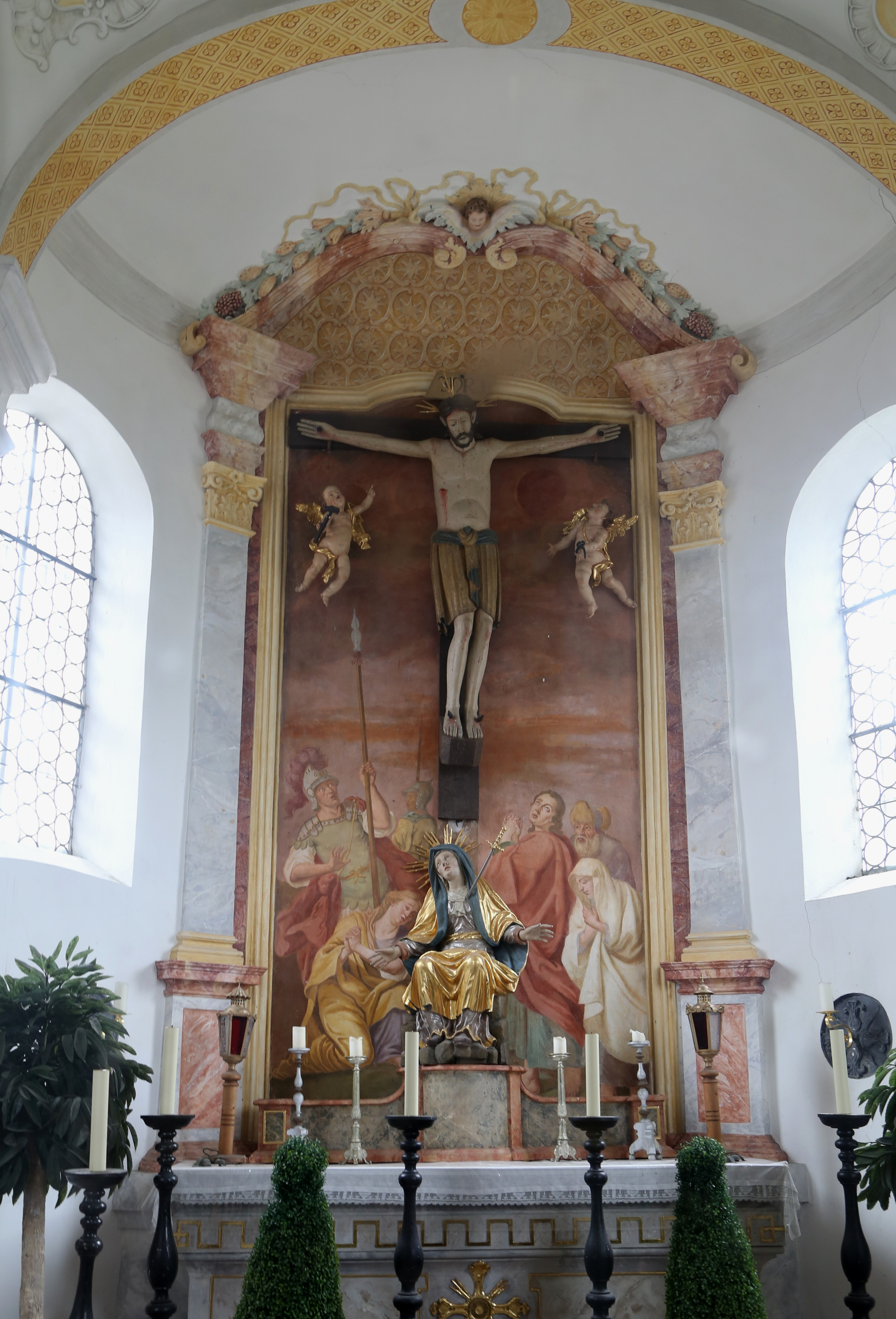
Friedhofskapelle Heiliges Kreuz

Das Schlehdorfer Kreuz in der Heilig-Kreuz-Friedhofskapelle mit einer lebensgroßen Figur des Christus ist um das Jahr 970 entstanden und gehört damit zu den ältesten Monumental-Kruzifixen der Christenheit.

## Verkehr
Der Ortsteil Unterau liegt am Bodensee-Königssee-Radweg, welcher in Lindau beginnt und zum Königssee bei Berchtesgaden führt. Er verläuft von Großweil kommend über Unterau nach Kochel am See.

## Bildung und Erziehung
In Schlehdorf besteht seit 1954 die „Erzbischöfliche Realschule St. Immaculata“ mit etwa 334 Schülern (2018/19) und 22 hauptamtlichen Lehrkräften. Sie wurde 1954 als „Mädchen-Mittelschule St. Immaculata der Missions-Dominikanerinnen Schlehdorf“ von den Besitzern des Schlehdorfer Klosters gegründet. Im Jahr 1966 wurde aus der dreistufigen Mittelschule eine vierstufige Realschule, 2003/04 wurde diese sechsstufig. Zum Jahr 2004 übernahm das Erzbistum München und Freising die Trägerschaft von den Missions-Dominikanerinnen. Nachdem 2012 die Schließung für das Jahr 2018 geplant wurde, sicherte das Erzbistum nach Protesten von Schülern und Eltern im Jahr 2013 das Weiterbestehen zu, solange die Zahl von 50 neuen Schülern pro Jahrgang nicht zwei Jahre in Folge unterschritten wird. Seit dem Schuljahr 2015/16 ist die Realschule koedukativ. Sie befindet sich im Nordflügel des ehemaligen Klosters sowie einem Anbau.
Es gibt in Schlehdorf seit 1994 einen Kindergarten mit 50 genehmigten Plätzen und acht Beschäftigten. Zuvor waren etwa 25 Kinder in einem Raum der örtlichen Grundschule betreut worden. Dieses Schulgebäude ist heute Teil der Grundschule Großweil, in der 80 Schüler von fünf hauptamtlichen Lehrkräften unterrichtet werden.

## Persönlichkeiten

### Söhne und Töchter von Schlehdorf
- Ferdinand Waller (1879–1949), Landrat und Richter
- Br. Hilarius (Benedikt) Hoiß OSB (1888–1950), Märtyrer von Tokwon[16]
- Michael Guglhör (1897–1943), SS-Führer, geboren in Unterau
- Andrea Sawatzki (* 1963), Schauspielerin

### Mit Schlehdorf verbunden
- Arbeo von Freising († 784), erster Abt des Klosters Schlehdorf, verlegte dieses von Scharnitz hierher
- Atto von Freising († 810/811), zweiter Abt des Klosters Schlehdorf
- Johann Baptist Baader (1717–1780), Kirchenmaler, gestorben in Schlehdorf
- Balthasar Trischberger (1721–1777), Baumeister der Kirche St. Tertulin
- Joseph Alois Daisenberger (1799–1883), Pfarrer und Dichter, um 1825 Pfarrgehilfe in Schlehdorf
- Baptist von Stephan (1808–1875), General der Infanterie, gestorben in Schlehdorf
- Lothar Fritsch (1871–1951), General der Infanterie und SS-Gruppenführer, gestorben in Schlehdorf
- Josef Daniel Sommer (1886–1979), Bildhauer, wohnhaft und gestorben in Schlehdorf
- Josef Behrens (1890–1947), Ingenieur und Erfinder, gestorben in Schlehdorf
- Friedrich Forster (1895–1958), Schriftsteller, wohnhaft in Schlehdorf
- Albert Lippert (1901–1978), Schauspieler und Regisseur, wohnhaft und gestorben in Schlehdorf
- Hilde Gebühr (1910–1945), Schauspielerin, gestorben in Schlehdorf
- Karl Kunkel (1913–2012), Priester, von 1945 bis 1950 Spiritual im Kloster Schlehdorf
- Karl Bette (1916–2006), Komponist, gestorben in Schlehdorf
- Jürgen von Beckerath (1920–2016), Ägyptologe, wohnhaft, gestorben und begraben in Schlehdorf
- Liridon Vocaj (* 1993), Fußballspieler, bis 2004 in der Jugend für den FC Kochelsee Schlehdorf aktiv